# Проспект Ленина (Зеленогорск)
Проспе́кт Ле́нина — основной проспект города Зеленогорска Курортного района Санкт-Петербурга. Проходит от Приморского шоссе и Исполкомской улицы до границы с Выборгским районом Ленинградской области. Далее продолжается как автодорога 41К-097 и идет в посёлок Огоньки.
Первоначальное название — Больша́я дорога (финский аналог — Suuritie). Оно известно с XVIII века. Большая дорога включала также часть Приморского шоссе до посёлка Ушково.
С 1920-х годов это Viertotie — Подсечная дорога. Название дано в связи с тем, что проезд проходит на землях, освобожденных от леса для земледелия.
После перехода города в состав СССР дорогу переименовали в Большой проспект. А в конце 1940-х годов его переименовали в проспект Ленина — в честь основателя государства В. И. Ленина.
В 2014—2015 годах был реконструирован перекресток Зеленогорского шоссе и проспекта Ленина. Там были созданы две дополнительные полосы, образованные за счет частичной вырубки Верхнего сквера. Работы по заказу дирекции транспортного строительства вело ЗАО «АБЗ-Дорстрой», входящее в группу «АБЗ-1».
Вдоль проспекта Ленина расположено несколько зеленых зон, большинство из которых имеют названия: сквер Восьмого Марта, Комсомольский сквер, Молодёжный сквер, сквер Победа, сквер Юность, Верхний сквер, Паровозный сквер, Служебный сквер.

## Перекрёстки

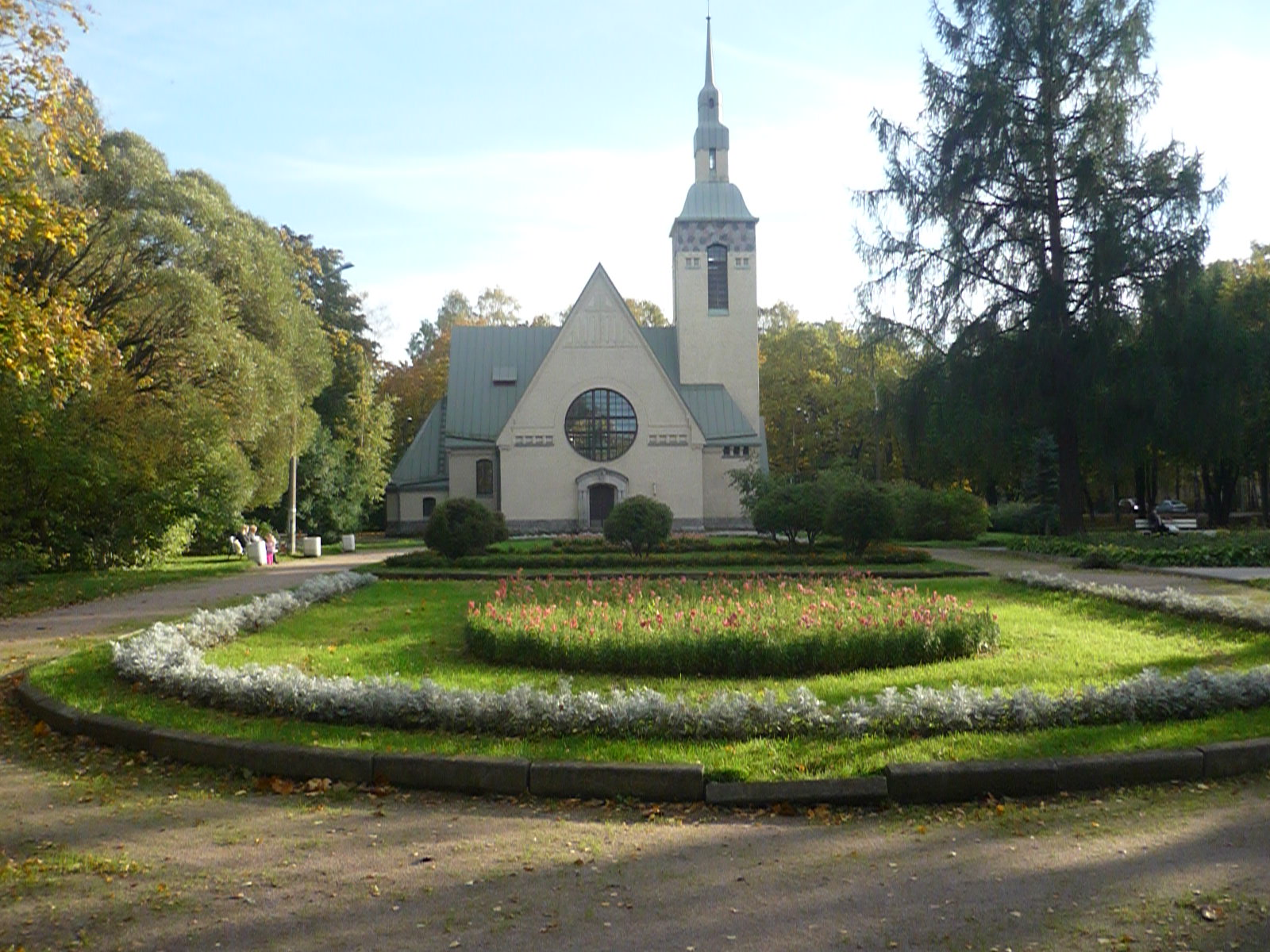
Кирха Преображения Господня (проспект Ленина, дом № 13)

- Приморское шоссе / Исполкомская улица
- Церковная улица
- Парковый переулок
- Комендантская улица
- Красноармейская улица
- Комсомольская улица
- Гостиная улица
- Привокзальная улица
- Зеленогорское шоссе / Служебная улица
- Паровозная улица / Вокзальная улица
- Кривоносовская улица
- улица Героев
- улица Единства
- Длинная улица
- Пухтоловская дорога